# Mai 1979

## Événements
- 1er mai : rapport de la commission de Nicholas Wiehahn sur le travail en Afrique du Sud[1]. Autorisation des syndicats Noirs. Les syndicats multiraciaux restent interdits.

- 3 mai : les élections au Royaume-Uni ramènent les conservateurs au pouvoir.
  - À la suite de sa défaite, le parti travailliste effectue un virage à gauche avec l’élection à sa tête de Michael Foot (1980), qui préconise la planification de l’économie, davantage de nationalisations, l’augmentation des impôts, le retrait de l’Europe et l’abandon immédiat de tout armement nucléaire. La fraction modérée (Jenkins, Williams, Rodgers, Owen) fait sécession pour fonder le parti social-démocrate (SDP) qui négocie une alliance avec les libéraux de David Steel en vue des élections de 1983.

- 4 mai : Margaret Thatcher, du parti conservateur, qui ne cache pas son intention de mener de profondes réformes économiques et de "casser" les syndicats, devient premier ministre du Royaume-Uni. Elle est la première femme à occuper ce poste (jusqu'en 1990).

- 13 mai (Formule 1) : Grand Prix automobile de Belgique.

- 17 - 20 mai[2] :  réforme du Parti socialiste ouvrier espagnol lors de son XXVIIIe congrès à Madrid (Felipe González abandonne son poste de mai à octobre). Toute référence au marxisme-léninisme est exclue de la charte socialiste. Le parti fait la conquête de presque toutes les mairies entre 1979 et 1982.

- 25 mai : le vol 191 d'American Airlines s'écrase à Chicago. 271 victimes.

- 26 mai : Israël restitue officiellement à l'Égypte la ville d'El Arich, capitale du Sinaï, en application des accords de Camp David. Pour sortir de l’impasse, la question des territoires jordaniens et syriens occupés par Israël est occultée, ainsi que les problèmes des implantations de colons juifs en Cisjordanie et à Gaza, du statut ultime de Jérusalem et de l’autonomie palestinienne. La coalition arabe anti-israélienne perd sa principale force militaire.

- 27 mai (Formule 1) : Grand Prix automobile de Monaco

- 29 mai : les pourparlers sur l’autonomie palestinienne reprennent entre l'Égypte et Israël en même temps que le retrait israélien du Sinaï (1979-1982).

- 31 mai : 
  - exposition Magritte au Centre Georges-Pompidou (Beaubourg) à Paris.
  - Rallye automobile : arrivée du Rallye de l'Acropole.

## Naissances
- 6 mai : Abdoulaye Soma, juriste, entrepreneur et homme politique burkinabé.
- 7 mai :
  - Elodie Lussac, gymnaste française.
  - "El Lobo" (Charlie Laloë), matador français.
- 9 mai : Pierre Bouvier, chanteur canadien du groupe Simple Plan.
- 14 mai : Mickaël Landreau, footballeur français.
- 17 mai : Max Boublil, humoriste, acteur et chanteur français.
- 19 mai : 
  - Tunisiano, rappeur français.
  - Andrea Pirlo, footballeur italien.
  - Diego Forlán, footballeur uruguayen.
- 20 mai : Steve Hooi, acteur néerlandais.
- 21 mai : 
  - Briana Banks, actrice américaine.
  - Jesse Capelli, actrice canadienne.
- 25 mai : Jonny Wilkinson, joueur de rugby anglais.
- 29 mai :
  - Arne Friedrich, footballeur allemand.
  - Ismaïla Sy, joueur de basket français.

## Décès
- 7 mai : Pierre Viansson-Ponté, journaliste et écrivain.
- 21 mai : Blue Mitchell, trompettiste de jazz américain, (° 13 mars 1930).
- 29 mai : Mary Pickford, actrice américaine.